# 産業廃棄物の処理に係る特定施設の整備の促進に関する法律
産業廃棄物の処理に係る特定施設の整備の促進に関する法律（さんぎょうはいきぶつのしょりにかかるとくていしせつのせいびのそくしんにかんするほうりつ、平成4年5月27日法律第62号）は、産業廃棄物処理施設の推進に関する日本の法律である。
1992年（平成4年）5月27日に公布された。

## 概要
産業廃棄物の処理を効率的かつ適正に行うための一群の施設の整備をその周辺地域の公共施設の整備との連携に配慮しつつ促進する措置を講ずることにより、産業廃棄物の処理施設の安定的な供給及び産業廃棄物の適正な処理の推進を図り、もって生活環境の保全及び国民経済の健全な発展に寄与することを目的としている。
都道府県は特定施設の整備に関連して特定周辺整備地区として指定して施設整備方針を定めることができ、国及び地方公共団体は施設整備方針の達成に資すために必要な公共施設の整備の促進に配慮することが規定されている。

## 構成
- 第一章　総則（第一条・第二条）
- 第二章　特定施設の整備の促進（第三条―第十五条）
- 第三章　産業廃棄物処理事業振興財団（第十六条―第二十五条）
- 第四章　雑則（第二十六条―第二十九条）
- 第五章　罰則（第三十条―第三十二条）